# إتش إم سي إس هالويل
كانت إتش إم سي إس هالويل فرقاطة من فئة ريفر خدمت البحرية الملكية الكندية كسفينة حراسة للقوافل خلال الحرب العالمية الثانية. سميت الفرقاطة باسم هالويل، أونتاريو. لاحقاً، شهدت الخدمة في البحرية الإسرائيلية باسم آخي ميزناك. ثم باعتها إسرائيل لسيلان في 1958 والتي أعادت تسميتها جاجاباهو نسبة إلى جاجاباهو الأول ملك سريلانكا وخدمت في البحرية السريلانكية التي حولتها إلى سفينة تدريب تتبع الأكاديمية البحرية والملاحية في ترينكومالي.

## وصلات خارجية
- البحرية السريلانكية